# Olturoto (Arusha)
Olturoto oder Oltoroto ist ein Verwaltungsbezirk (Ward) des Distrikts Arusha DC in der tansanischen Region Arusha.

## Geografie
Olturoto liegt im Norden von Tansania nördlich der Stadt Arusha am Fuß des Mount Meru. Der Bezirk grenzt im Norden an den Bezirk Ilkiding'a, im Nordosten an das Mount-Meru-Forstreservat, im Osten an Kiutu, im Süden an Moivo, im Südwesten an Ilboru und im Westen an den Bezirk Kiranyi. Der wichtigste Fluss ist der Themi, der die Grenze im Osten bildet.
Olturoto hat eine Fläche von 8,5 Quadratkilometern. Bei der Volkszählung 2022 lebten hier 18.899 Menschen in 4971 Haushalten.

## Gliederung
Der Bezirk besteht aus vier Gemeinden (Mtaa) mit 14 Orten (Kitongoji):
| Kivulul - Oloigero - Olmaret - Olmatejo | Oldonyosapuk - Ilmadu - Oldonyo - Magwa - Karantini - Shuleni | Ilkirevi - Olturoto - Oloirowa - Leshabari | Osunyai - Ekenywa - Oldonyono - Osunyai |

## Wirtschaft und Infrastruktur
- Landwirtschaft: In Olturoto gibt es eine Agrargenossenschaft, die für die Bauern die landwirtschaftlichen Produkte verkauft.[8]
- Fremdenverkehr: Der Themi-Falls-Freizeitpark bietet Wanderungen zu den Wasserfällen am Fluss Themi, Campingmöglichkeiten und Gärten für Picknicks, Partys und Hochzeiten.[9]
- Bildung: Die Enyoito Secondary School ist eine staatliche weiterführende Schule mit einer Ausbildung bis zur 4. Stufe.[10]